# Gustaf Fredrik Wirsén
Gustaf Fredrik Wirsén, född 21 oktober 1779 på Sveaborg, död 9 december 1827 i Stockholm, var en svensk greve, ämbetsman och politiker. Han var bror till Carl Johan af Wirsén och svärfar till Christer d'Albedyhll.

## Biografi
Wirsén blev 1799 revisor i kammarrätten, kommissarie i kammarrätten 1805 och senare samma år förordnad till överkrigskommissarie och chef för fältpostkontoret i svenska Pommern. 1807 blev han ledamot av rikets allmänna ärendens beredning (vilket motsvarar den nutida regeringen). 1810 blev han ledamot av statsberedningen, 1811 t.f. statssekreterare vid Handels- och finansexpeditionen och året efter statssekreterare vid krigsexpeditionen. I den senare egenskapen följde han med på fälttåget till Tyskland 1813 och organiserade arméns ekonomi och ansvarade närmast under kronprins Karl Johan för administrationen. Han deltog 1814 vid förhandlingarna i Moss som ledde till skapandet av den svensk-norska unionen. 1818 blev han president i Statskontoret och 1824 statsråd. Han invaldes 1817 som ledamot nummer 369 av Kungliga Vetenskapsakademien, och 1826 i Svenska Akademien, där han satt på stol nr. 12.
Wirsén adlades 1812 under namnet Wirsén, blev friherre 1815 och greve 1826. Han förlänades Serafimerorden 1823.
Från 1815 ägde Wirsén godset Djursholm i Uppland.

### Bilder

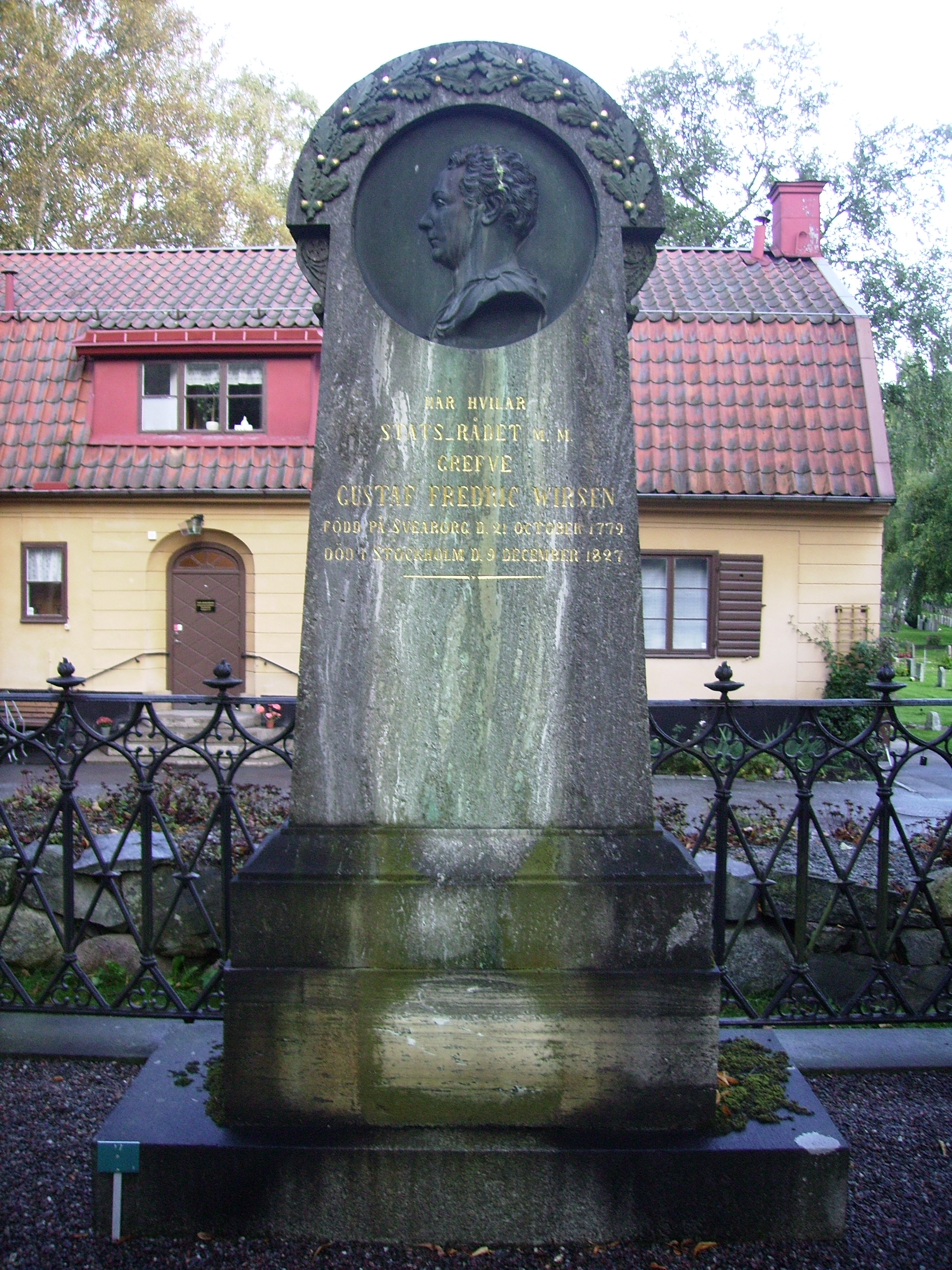
Gustaf Fredrik Wirséns gravvård på Solna kyrkogård
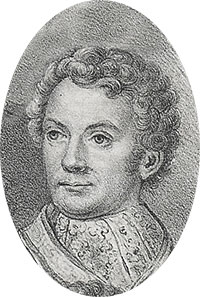
Gustaf Fredrik Wirsén
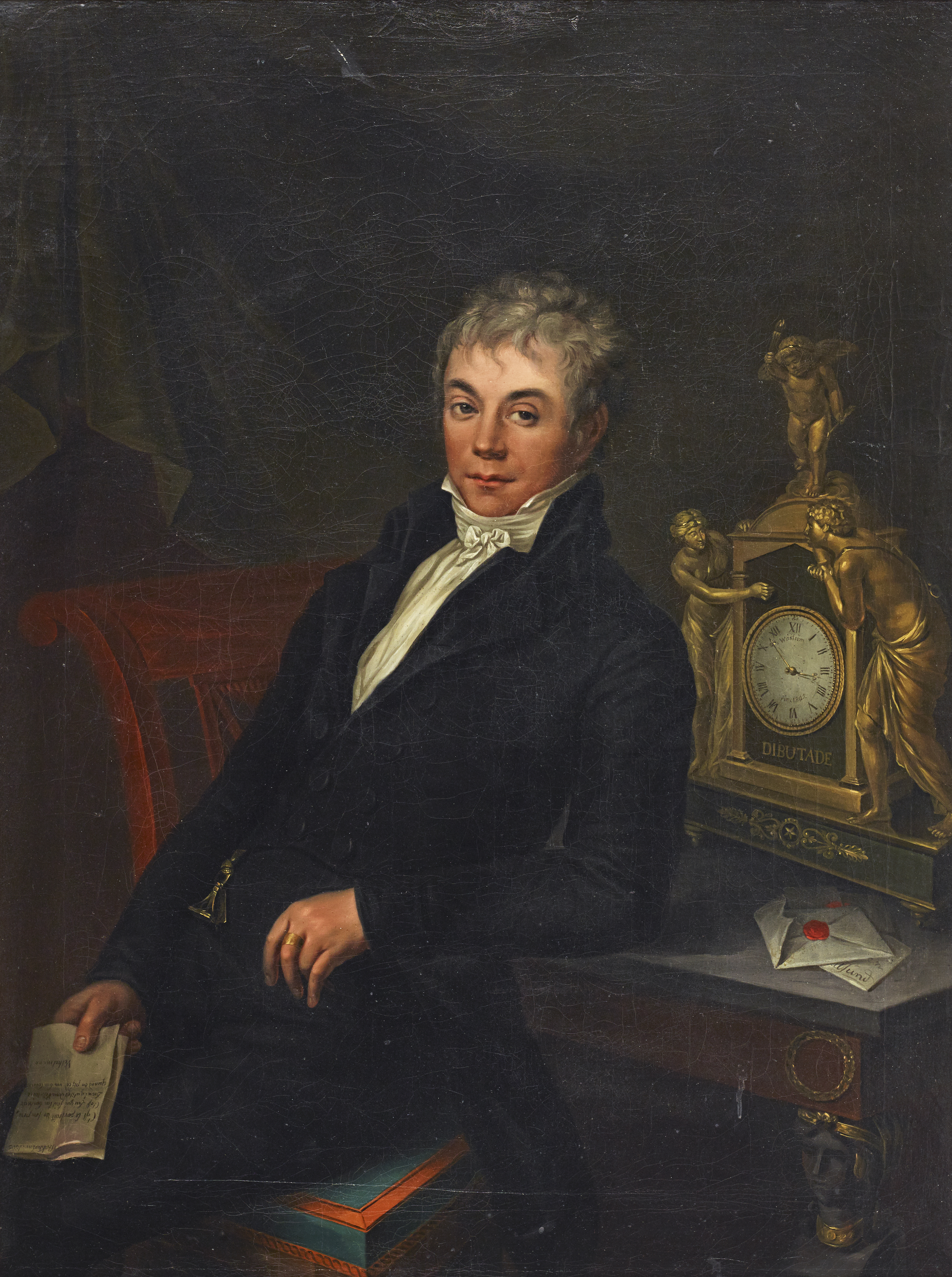
Wirsén på en målning från 1805. I sin hand håller han ett brev från sin fru Wilhelmine.